# Pierre Le Guay de Prémontval
 André-Pierre Le Guay de Prémontval (* 16. Februar 1716 in Charenton; † 2. September 1764 in Berlin) war ein französischer Mathematiker und Philosoph.

## Leben und Wirken
Er hieß ursprünglich Le Guay, zerstritt sich mit seinem Vater, da er nicht Anwalt oder Priester werden wollte, und lebte in Paris als Mathematiklehrer. Er hielt öffentlich Vorlesungen und war darin und mit seinen Abhandlungen erfolgreich. Noch als Schüler veröffentlichte er 1735 eine Schrift, in der er die katholische Lehre angriff und da er außerdem eine Beziehung mit einer Schülerin anfing, der Tochter des bekannten Mathematikers Pigeon d’Osangis, musste er 1746 aus Paris fliehen. Mit seiner Schülerin Marie Anne Victoire Pigeon d`Osangis (1724–1767) ging er nach Genf und Basel, wo sie zum protestantischen Glauben übertraten und 1746 heirateten. In der Schweiz unterrichteten beide. Sie waren mittellos und führten ein unstetes Wanderleben in Deutschland und den Niederlanden (1749 veröffentlichte er Memoiren in Den Haag), bevor seine Frau aufgrund der Vermittlung von Maupertuis (der ihren Vater kannte) Vorleserin bei Wilhelmine von Hessen-Kassel wurde. 1752 zogen sie nach Berlin, wo bis zu ihrem Tod blieben und eine Lehranstalt betrieben. Dort unterrichtete er etwa Adelheid Amalia Gräfin von Schmettau, die Tochter des Generalfeldmarschall Samuel Graf von Schmettau und von Maria Johanna Freiin von Rüffer, die 1761/62 in Berlin lebte, und seine Frau war Vorleserin bei dem Prinzen Friedrich Heinrich Ludwig von Preußen.
Nach dem Nachruf von Formey hatte er keinen einfachen Charakter (er neigte zu Paranoia), arbeitete aber hart, was auch seine Gesundheit ruinierte.
Er war seit 1752 dank der Förderung durch Maupertuis Mitglied der Königlich-Preußischen Akademie der Wissenschaften in der Philosophischen Klasse. Sie wurden in Denis Diderots Roman Jacques le Fataliste erwähnt. Diderots kam über sein Interesse an der Mathematik in Kontakt zu Pierre Le Guay de Prémontval, so besuchte er im Jahre 1738 in Paris eine Reihe von seinen Vorlesungen.

## Werke (Auswahl)
- Cause bizarre ou Pièces d’un procès ecclésiastico-civil. 1755.
- Le Diogène de D’Alembert on Pensées libres sur l’Homme. Berlin, Schneider, 1764.
- Discours sur diverses notions préliminaires à l’étude des mathématiques. 1743.
- Discours sur la nature des quantités que les mathématiques ont pour objet. 1742.
- Discours sur la qualité du nombre. 1743.
- Discours sur l’utilité des mathématiques. 1742.
- L’esprit de Fontenelle on Recueil de pensées tirées de ses ouvrages, La Haye, P. Gosse et Paris, Vincent, (1744), (1755) und (1767).
- Le hasard sous l’empire de la Providence. 1754.
- Lettres contre le dogme de l’eucharistie tel qu’il est enseigné par l’Église romaine adressées en 1735 au fameux P. Tournemine jésuite.
- Mémoires, La Haye, 1749.
- La monogamie ou L’unité dans le mariage. La Haye, P. Van Cleef, 1751, 3 vol.
- Panagiana Panurglca ou Le faux évangélîste. 1750.
- Pensées sur la liberté. 1750
- Préservatifs contre la corruption de la langue française en Allemagne. 1761.
- Vues philosophiques ou Protestations et déclarations sur les principaux objets des connaissances humaines. Amsterdam, (1757), 2 Bände, Berlin, 1761.
- Verschiedene Abhandlungen in den Sammelbänden der Berliner Akademie